# Pałac Liwadyjski
Pałac Liwadyjski (ukr. Лівадійський палац; ros. Ливадийский дворец) – pałac w Liwadii na Półwyspie Krymskim.

## Historia
Początki założenia parkowo-pałacowego sięgają 1834, gdy polski magnat Leon Potocki, syn Seweryna, na zakupionym przez siebie terenie zbudował niewielką rezydencję, kaplicę katolicką i park. W 1860, po śmierci Potockiego, posiadłość kupił cesarz Aleksander II Romanow. Na jego polecenie Hipolit Monigetti przebudował dom Potockich na pałac, zbudował kaplicę prawosławną i wybudował Mały Pałac (dziś nie istnieje) oraz oranżerię. W 1895 znacząco powiększono i odnowiono park Potockich. W latach 1910–1911, na polecenie Mikołaja II Romanowa, rozebrano stary budynek, w miejscu którego architekt Nikołaj Krasnow wybudował neorenesansowy pałac, większy i bardziej reprezentacyjny, zwany Białym lub Wielkim. Zbudowany jest z białego górnokredowego wapienia przywiezionego z Inkermanu, fasady i wnętrza ma wykończone białym marmurem karraryjskim oraz białymi stiukami, czemu pałac zawdzięcza swą nazwę. Wewnątrz pałacu powstało tzw. „Patio włoskie”, również bogato zdobione marmurem i w stylu neorenesansowym. Krasnow dobudował do świątyni Potockich zachodnią część, znacznie powiększając pierwotną kaplicę. W następnych latach powstało w kompleksie kilka budynków gospodarczych oraz rezydencji dworzan. Pałac w Liwadii był ulubionym miejscem letniego wypoczynku władców Rosji. Zmarł tu w 1894 cesarz Aleksander III Romanow. Rodzina ostatniego rosyjskiego monarchy Mikołaja II przebywała tu czterokrotnie i spędziła łącznie rok.
Po rewolucji bolszewickiej i ostatecznym upadku władzy białych pałac upaństwowiono. W latach 1925–1974, z krótkimi przerwami w całym kompleksie mieściło się sanatorium. Od 16 lipca 1974 w Wielkim Pałacu mieści się muzeum, początkowo poświęcone głównie Konferencji jałtańskiej (podczas jej trwania w liwadyjskim pałacu rezydował prezydent Stanów Zjednoczonych Franklin D. Roosevelt), a po zmianach ustrojowych także rodzinie carskiej Mikołaja II. Wyposażenie ruchome z czasów carskich nie zachowało się. W parku pałacowym znajdują się liczne cenne okazy drzew, m.in. mamutowców, ale park jest zaniedbany.
W parku liwadyjskim, w jednym z budynków gospodarczych z czasów carskich, zbudowano organy złożone z 4600 piszczałek.

## Galeria

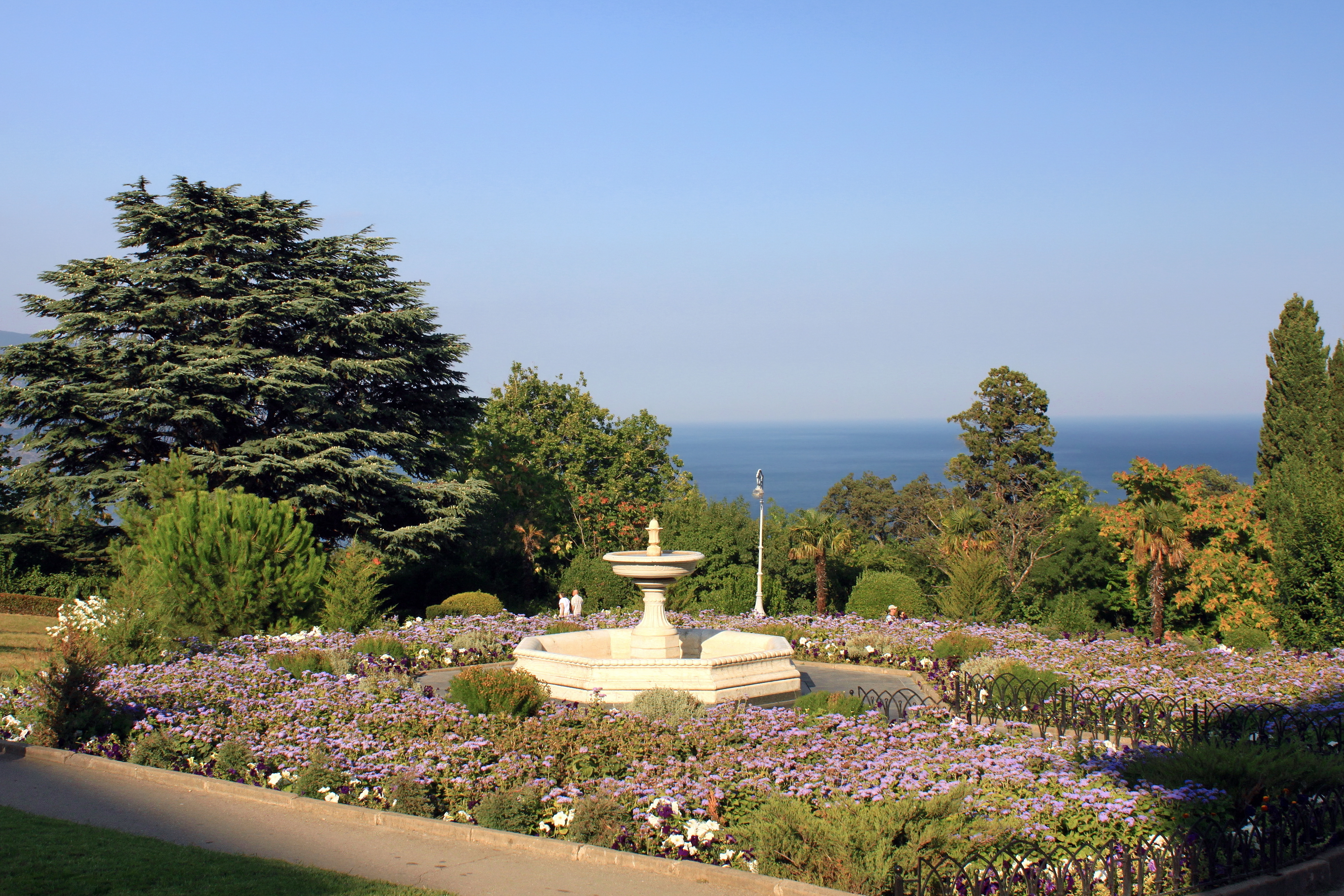
Park pałacowy. W głębi, po linię horyzontu widać wody Morza Czarnego.
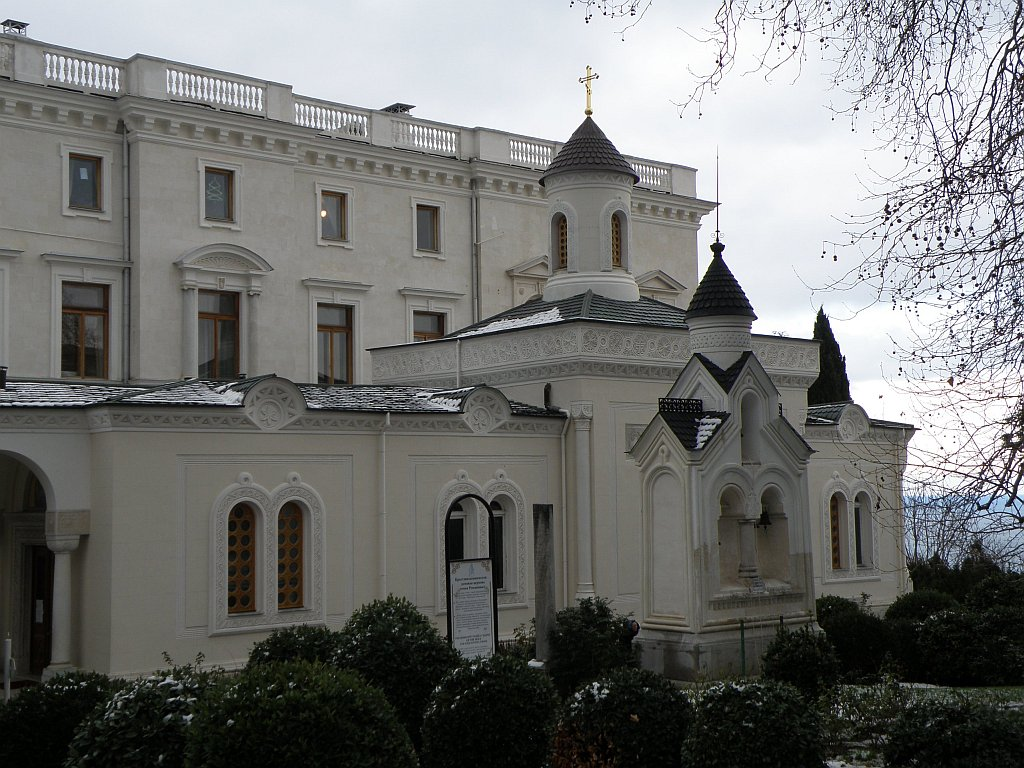
Kaplica pałacowa
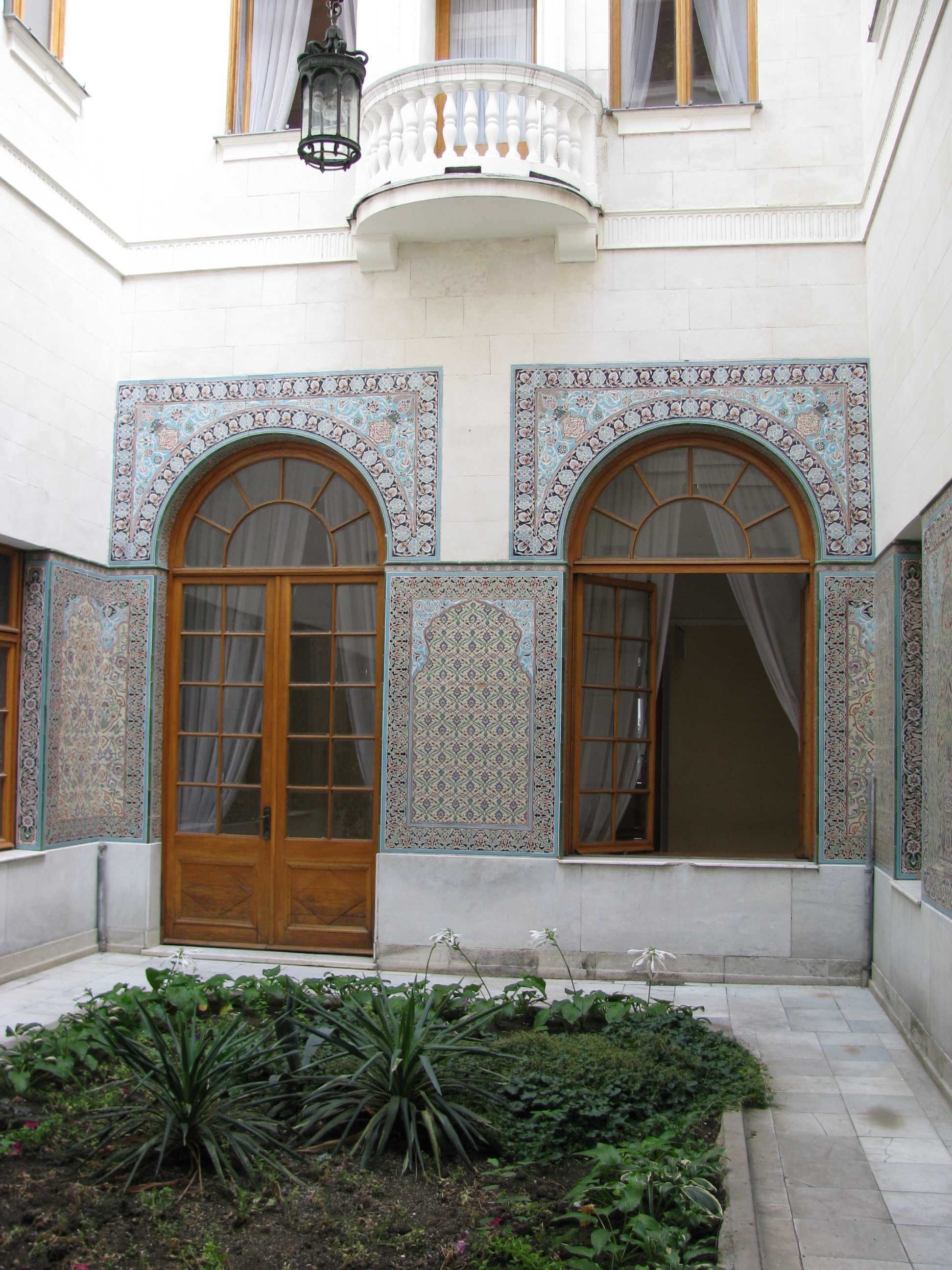
Arabskie patio
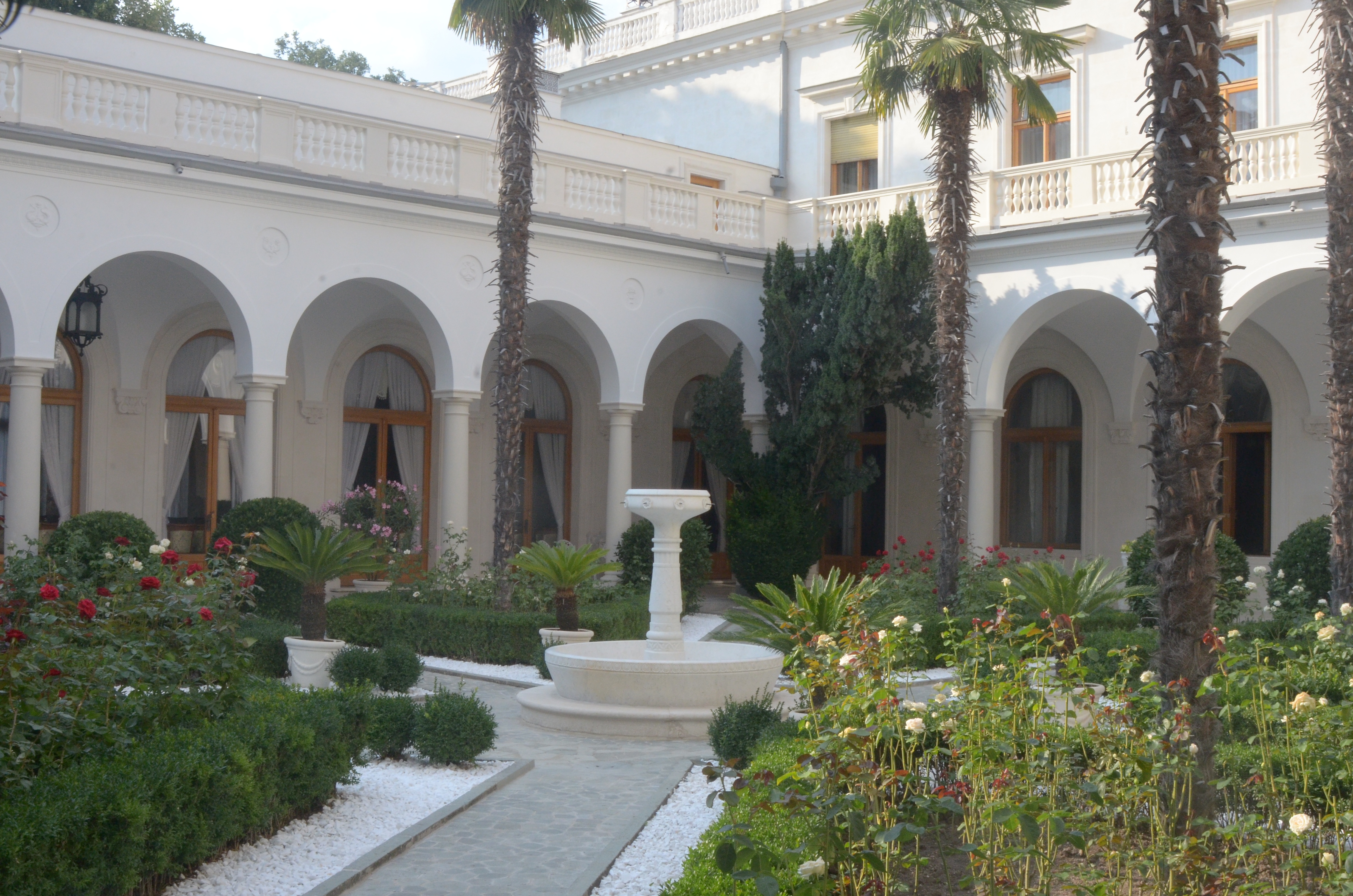
Włoskie patio
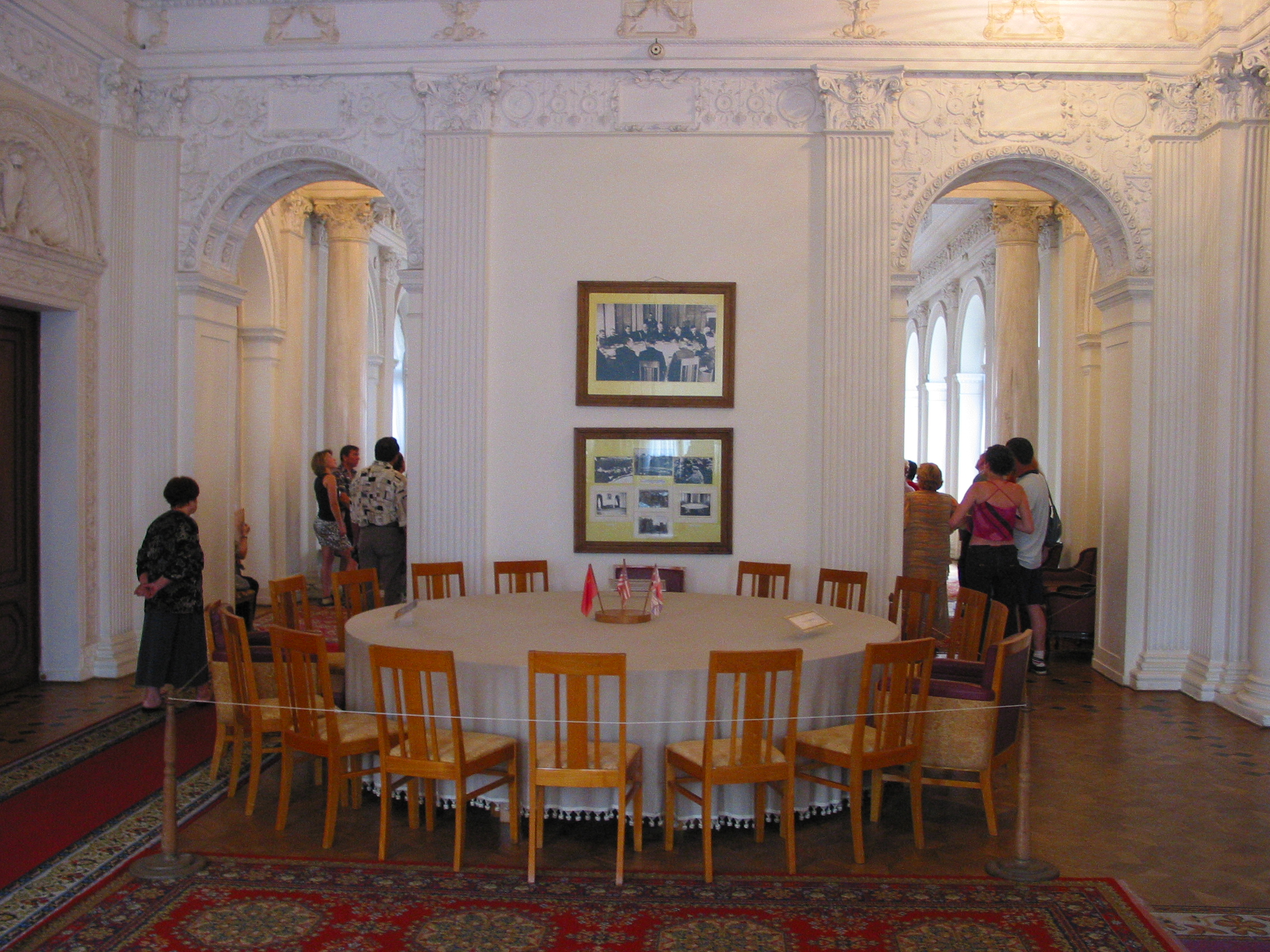
Wielki Pałac w Liwadii, Sala Biała
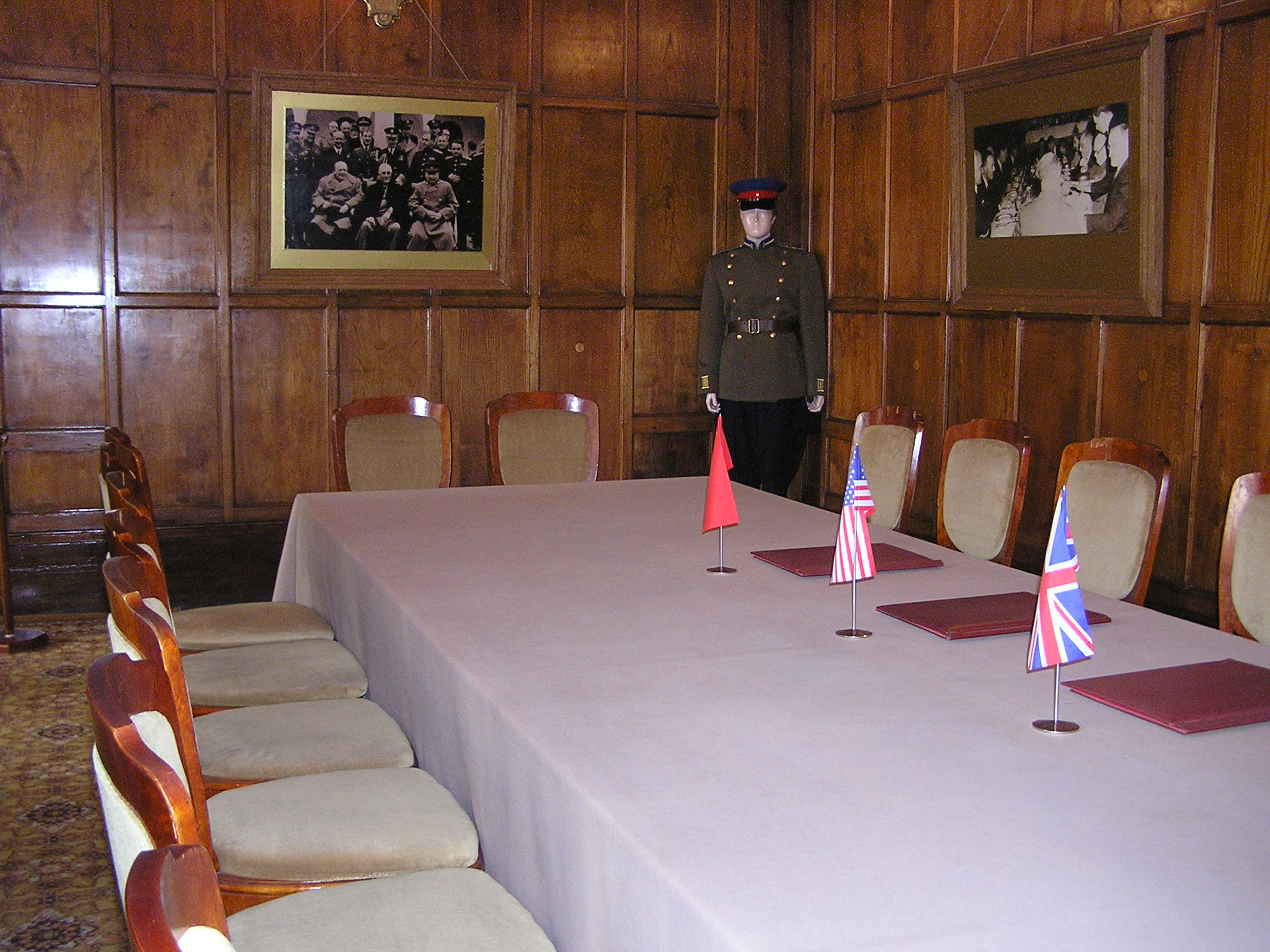
Wielki Pałac w Liwadii, Sala Bilardowa
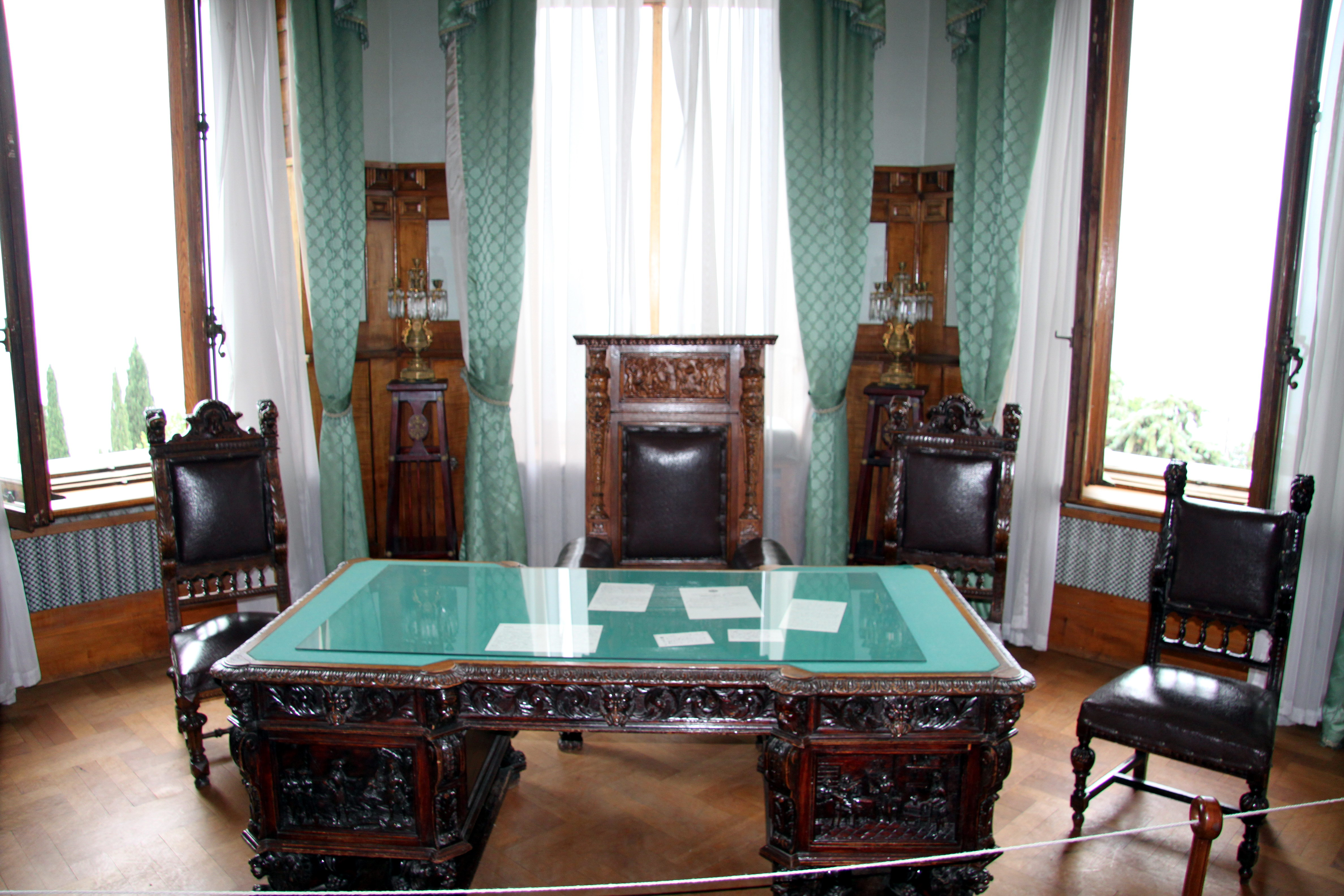
Pokój roboczy cara